# Teegardens stjärna
Teegardens stjärna är en ensam stjärna belägen i den mellersta delen av stjärnbilden Väduren. Den har en skenbar magnitud av ca 15,13 och kräver ett teleskop för att kunna observeras. Baserat på parallax enligt Gaia Data Release 2 på ca 260,0 mas, beräknas den befinna sig på ett avstånd på ca 12,5 ljusår (ca 3,8 parsek) från solen. En mer exakt parallaxmätning på 0,2593 bågsekund gjordes 2009 av George Gatewood, vilket gav det nu accepterade avståndet på 12,578 ljusår. Den rör sig bort från solen med en heliocentrisk radialhastighet på ca 68 km/s. Stjärnan har visat sig ha en mycket stor egenrörelse på ca 5 bågsekunder per år. Endast sju stjärnor med så stor egenrörelser är för närvarande (2021) kända.

## Upptäckt
Teegardens stjärna upptäcktes 2003 med hjälp av asteroidspårningsdata som hade samlats in flera år tidigare. Denna datauppsättning är ett digitalt arkiv skapat av optiska bilder tagna med två 1-meters teleskop på Maui, Hawaii, under en femårsperiod av Near-Earth Asteroid Tracking (NEAT)-programmet. Stjärnan är uppkallad efter teamledaren Bonnard J. Teegarden, en astrofysiker vid NASA:s Goddard Space Flight Center.

Teegardens stjärna (överst, i mitten) är den 24:e närmaste kända stjärnan till solsystemet.

Astronomer har länge ansett att det är ganska troligt att många oupptäckta dvärgstjärnor existerar inom 20 ljusår från jorden, eftersom undersökningar av stjärnpopulationen visar att antalet kända närliggande dvärgstjärnor är lägre än förväntat och dessa stjärnor är svaga och lätt förbisedda. Teegardens team trodde att dessa svaga stjärnor kunde hittas genom datautvinning av några av de stora samlingarna av optiska undersökningsdata som samlats av olika program för andra ändamål under tidigare år. Stjärnan var sedan identifierad på fotografiska plåtar från Palomar Sky Survey tagna 1951. Denna upptäckt är betydelsefull eftersom teamet inte hade direkt tillgång till några teleskop och inte inkluderade professionella astronomer vid tidpunkten för upptäckten.

## Egenskaper
Teegardens stjärna är en röd dvärgstjärna i huvudserien av spektralklass M7.0 V. Den har en beräknad massa som är ca 0,08 solmassor (strax över gränsen för en brun dvärg), en radie som är ca 0,13 solradier och har ca 0,00073 gånger solens utstrålning av energi från dess fotosfär vid en effektiv temperatur av ca 2 600 K. Liksom de flesta röda och bruna dvärgar avger den det mesta av sin energi i det infraröda spektrumet.

## Planetsystem
Observationer från ROPS-undersökningen 2010, publicerad 2012, visade variation i Teegardens stjärnas radiella hastighet, även om det inte fanns tillräckligt med data för att göra anspråk på planetdetektering vid den tiden.
I juni 2019 tillkännagav forskare som genomförde CARMENES-undersökningen vid Calar Alto Observatory bevis på två exoplaneter med massa motsvarande jordmassan, som kretsar kring stjärnan inom dess beboeliga zon. Teegardens stjärna b kretsar på insida av den optimala beboeliga zonen - motsvarigheten i solsystemet ligger mellan jorden och Venus, medan Teegardens stjärna c kretsar på den yttre kanten av den beboeliga zonen motsvarande omloppsbana för Mars.
| Planet | Massa                | Halv storaxel (AE) | Siderisk omloppstid (d) | Excentricitet | Inklination | Radie |
| ------ | -------------------- | ------------------ | ----------------------- | ------------- | ----------- | ----- |
| b      | ≥1.05+0.13 −0.12 M ⊕ | 4.91±0.0014        | 0.0252+0.0008 −0.0009   | 0+0.16 −0     | -           | -     |
| c      | ≥1.11+0.16 −0.15 M⊕  | 11.409±0.009       | 0.0443+0.0014 −0.0015   | 0+0.16 −0±    | -           | -     |